# Pelter Pion
Pelter Pion is een Belgische schaakclub, een club waar de schaaksport wordt beoefend. Zij hebben hun clublokalen in jeugdhuis 't Pelterke te Overpelt. Thans (2008) speelt de Pelter Pion in de Belgische 3e nationale.
De meest succesvolle spelers van de laatste jaren zijn Philip Cornelissen, Roel Hamblok en Stef Soors. Philip werd 1 keer Belgisch schaakkampioen bij de miniemen, Vlaams kampioen bij de cadetten en nam al deel aan het Europees Jeugdkampioenschap. Roel was reeds Vlaams kampioen bij de junioren en werd in de zomer van 2008 gedeeld 2de op het onofficiële Europees Kampioenschap in Pardubice (Tsjechië). In oktober 2008 kende de club zijn grootste succes met de jeugdspeler Stef Soors die in Vietnam het beste Belgisch resultaat uit de geschiedenis op een WK scoorde met een gedeelde 2e plaats bij de 16-jarigen.